# Sønderborg Teknikum
Sønderborg Teknikum (Ingeniørhøjskolen Sønderborg Teknikum) var en videregående uddannelsesinstitution for maskin- og svagstrømsingeniører, hvor ingeniørstudiet blev startet den 15. april 1963.
I slutningen af halvfemserne blev teknikaet en del af Syddansk Universitet.

## Starten
Den 1. november 1962 startede en aspirantklasse med 32 elever i lejede lokaler på Sønderborg Slot.
Det egentlige ingeniørstudie blev påbegyndt den 15. april 1963, som blev betragtet som teknikums start. Studiet blev fra denne dato foretaget i lejede lokaler i en ombygget konfektionsfabrik (Møller og Co) beliggende i Voldgade 5/ Blegen i Sønderborg-by.
Ved starten var 49 studerende tilmeldt på to studieretninger, maskine og svagstrøm.
Den første dimission fandt sted den 28. juni 1966, med otte svagstrømsingeniører og ni maskiningeniører.
Teknikums første forstander var civilingeniør Kay M. Gram

## Ekstern henvisning
- Det Tekniske Fakultet, Syddansk universitet

| Skole | Spire Denne artikel om en skole, en uddannelsesinstitution eller uddannelse er en spire som bør udbygges. Du er velkommen til at hjælpe Wikipedia ved at udvide den. |

|  | Denne artikel om en bygning eller et bygningsværk kan blive bedre, hvis der indsættes et (bedre) billede. Du kan hjælpe ved at afsøge Wikimedia Commons for et passende billede eller lægge et op på Wikimedia Commons med en af de tilladte licenser og indsætte det i artiklen. |

54°54′21.74″N 9°47′22.68″Ø / 54.9060389°N 9.7896333°Ø